# Erhard Schäfer (Koch)
Erhard Schäfer (* 10. Januar 1959 in Gillenfeld) ist ein deutscher Koch.

## Leben und Wirken

### Ausbildung
Schäfer begann 1973 seine Ausbildung in Prüm als Konditor. Im Anschluss wurde er im Staatlichen Kurhaus in Bad Bertrich Koch. 1985 bestand er die Prüfung zum Küchenchef an der IHK Berlin. Im folgenden Jahr wechselte er als Chef de Cuisine in das Kölner Bonotel. Nach weiten Stationen in Köln und Umgebung übernahm Schäfer 1997 die Leitung der Küche im Kölner Börsenrestaurant, mit dem er 1999 bis 2005 einen Michelin-Stern erhielt. Seit Juni 2009 führt er das Landhaus Kuckuck in Köln-Müngersdorf.

### Börsenrestaurant
In der Zeit des Börsenrestaurants machte sich Schäfer in Köln mit dem Maître einen Namen, wo er im Stil der traditionellen französischen Küche auf Sterneniveau kochte. Nach der renovierungsbedingten Schließung des Börsenrestaurants wechselte er in das Landhaus Kuckuck am Kölner Grüngürtel.

### Landhaus Kuckuck
Am 1. Juni 2009 übernahm Schäfer das 1925 erstmals als Gasthaus erwähnte Landhaus Kuckuck. Dort wurde im September des gleichen Jahres – in Anlehnung an seine frühere Station – das Maître wieder eröffnet. Im Gault Millau 2010 wurde Schäfer zum Restaurateur des Jahres 2010 gekürt. Bekannt ist er außerhalb des Rheinlandes durch Rundfunksendungen des WDR und kleinere Fernsehauftritte.

## Wertungen in Restaurantführern
2020 erreichte Erhard Schäfer folgende Ergebnisse:
- 1 Stern im Guide Michelin
- 16 Punkte im Gault Millau
- 4 Bestecke im Schlemmer Atlas
- 1 Haube im Varta-Führer
- 3 FFF im Feinschmecker